# La Nuit quand le diable venait
Pour plus de détails, voir Fiche technique et Distribution.
La Nuit quand le diable venait ou Les SS frappent la nuit (Nachts, wenn der Teufel kam) est un film allemand réalisé par Robert Siodmak, sorti en 1957.

## Synopsis
À Hambourg, en 1944, une serveuse d'auberge est étranglée. Les soupçons se portent rapidement sur Willi Keun, un fonctionnaire du Parti nazi, qui se trouvait avec elle au moment du meurtre. Le commissaire Kersten, faisant le lien entre ce meurtre et d'autres crimes similaires,  ne le croit pas coupable et tente de découvrir le meurtrier.

## Fiche technique
- Titre : La Nuit quand le diable venait ou Les SS frappent la nuit
- Titre original : Nachts, wenn der Teufel kam
- Réalisation : Robert Siodmak
- Scénario : Werner Jörg Lüddecke d'après un article de Will Berthold
- Production : Claus Hardt, Robert Siodmak et Walter Traut
- Musique : Siegfried Franz
- Photographie : Georg Krause
- Pays de production : Allemagne
- Format : Noir et Blanc, Mono
- Durée : 105 minutes
- Date de sortie : 1957

## Distribution
- Claus Holm (VF : Michel Gudin)  : Kriminalkommissar (de) Axel Kersten
- Annemarie Düringer : Helga Hornung
- Mario Adorf  (VF : Jacques Dynam) :  Bruno Lüdke
- Hannes Messemer : SS-Gruppenführer Rossdorf
- Carl Lange (VF : Jacques Beauchey)  : Major Thomas Wollenberg
- Werner Peters (VF : Alfred Pasquali) : Willi Keun
- Walter Janssen : commissaire Boehm
- Peter Carsten (VF : Marc Cassot) : Standartenführer Mollwitz